# Emil Bozsinovszki
Emil Bozsinovszki (macedón írással: Емил Божиновски; Bitola, 1964. január 10.  –) macedón nemzetközi labdarúgó-játékvezető.

## Pályafutása

### Nemzeti játékvezetés
Ellenőreinek, sportvezetőinek javaslatára lett az I. Liga játékvezetője. Az aktív nemzeti játékvezetéstől 2006-ban vonult vissza.

### Nemzetközi játékvezetés
A  Macedón labdarúgó-szövetség Játékvezető Bizottsága (JB) terjesztette fel nemzetközi játékvezetőnek, a Nemzetközi Labdarúgó-szövetség (FIFA) 2000-től tartotta nyilván bírói keretében. Több nemzetek közötti válogatott és klubmérkőzést vezetett. A macedón nemzetközi játékvezetők rangsorában, a világbajnokság-Európa-bajnokság sorrendjében  az 1. helyet foglalja el 4 találkozó szolgálatával. Az aktív nemzetközi játékvezetéstől 2006-ban búcsúzott. Válogatott mérkőzéseinek száma: 9.

#### Világbajnokság
A világbajnoki döntőhöz vezető úton Németországba a XVIII., a 2006-os labdarúgó-világbajnokságra a FIFA JB bíróként alkalmazta.
| Időpont             | Helyszín                   | Mérkőzés típusa           | Mérkőzés                 | Eredmény | Nézők száma |
| ------------------- | -------------------------- | ------------------------- | ------------------------ | -------- | ----------- |
| 2004. augusztus 18. | Rheinpark Stadion, Vaduz   | előselejtező (3. csoport) | Liechtenstein–Észtország | 1 : 2    | 912         |
| 2005. szeptember 7. | Parken Stadion, Koppenhága | előselejtező (2. csoport) | Dánia–Grúzia             | 6 : 1    | 27 177      |

#### Európa-bajnokság
Norvégia rendezte a 2002-es U19-es labdarúgó-Európa-bajnokságot, ahol a FIFA/UEFA JB hivatalnoki feladatokkal bízta meg.
| Időpont          | Helyszín                      | Mérkőzés típusa        | Mérkőzés               | Eredmény |
| ---------------- | ----------------------------- | ---------------------- | ---------------------- | -------- |
| 2002. július 23. | Idrettspark Stadion, Hønefoss | selejtező (A. csoport) | Norvégia–Spanyolország | 0 : 3    |
| 2002. július 26. | Åråsen Stadion, Lillestrøm    | selejtező (B. csoport) | Németország–Belgium    | 2 : 1    |

Az európai-labdarúgó torna döntőjéhez vezető úton Portugáliába a XII., a 2004-es labdarúgó-Európa-bajnokságra, illetve Ausztriába és Svájcba a XIII., a 2008-as labdarúgó-Európa-bajnokságra az UEFA JB játékvezetőként foglalkoztatta.

##### 2004-es labdarúgó-Európa-bajnokság
| Időpont           | Helyszín                      | Mérkőzés típusa           | Mérkőzés            | Eredmény | Nézők száma |
| ----------------- | ----------------------------- | ------------------------- | ------------------- | -------- | ----------- |
| 2003. március 29. | Félix Bolleart, Stadion, Lens | előselejtező (1. csoport) | Franciaország–Málta | 6 : 0    | 40 775      |

##### 2008-as labdarúgó-Európa-bajnokság
| Időpont             | Helyszín                | Mérkőzés típusa           | Mérkőzés                    | Eredmény | Nézők száma |
| ------------------- | ----------------------- | ------------------------- | --------------------------- | -------- | ----------- |
| 2006. szeptember 2. | Vivero Stadion, Badajoz | előselejtező (F. csoport) | Spanyolország–Liechtenstein | 4 : 0    | 15 000      |

#### Nemzetközi kupamérkőzések

##### UEFA-bajnokok ligája
| Időpont           | Helyszín                    | Mérkőzés típusa                | Mérkőzés                     | Eredmény |
| ----------------- | --------------------------- | ------------------------------ | ---------------------------- | -------- |
| 2004. február 26. | Jan Breydel Stadion, Brugge | harmadik forduló (1. mérkőzés) | Club Brugge KV–Debreceni VSC | 1 : 0    |

## Sportvezetőként
2012-től a Macedón Játékvezető Bizottság (FFM) elnöke.